# Eagle Barnsdale
Eagle Barnsdale – wieś w Anglii, w hrabstwie Lincolnshire. Leży 12 km na południowy zachód od Lincoln i 191 km na północ od Londynu.